# Mosese Vitolio Tui
Mons. Mosese Vitolio Tui, S.D.B. (* 9. listopadu 1961, Apia) je samojský římskokatolický duchovní, salesián a metropolitní arcibiskup Samoji-Apii.

## Život
Narodil se 9. listopadu 1961 v Apii.
Po střední škole nastoupil na do kněžské formace Pacific Regional Seminary v Suvě na ostrově Fidži. Roku 1985 vstoupil do noviciátu Salesiánů v australském Melbourne. Teologické a filozofické vzdělání získal na Catholic Theological College a Salesian Theological College. Od roku 1987 získal výcvik pedagoga na Australian Catholic University.
Dne 31. ledna 1987 složil své časné řeholní sliby a 8. prosince 1992 věčné sliby.
Dne 3. prosince 1994 byl vysvěcen na kněze. Od roku 1995 působil ve farnosti svatého Jana Bosca v Apii.
Roku 1997 se stal ředitelem Don Bosco Technical College ve vesnici Alafua (Apia), kterým byl až do roku 2006. Roku 2007 byl jmenován rektorem a novicmistrem formačního domu Salesiánů v Suvě.
Od roku 2011 zastával funkci ředitele Don Bosco College v Saleloloze na ostrově Samoa a kněze farnosti svatého Františka Saleského.
V letech 2018–2024 byl farářem farnosti svatého Pavla ve Aucklandu.
Dne 12. června 2024 jej papež František jmenoval metropolitním arcibiskupem Samoji-Apii.  Biskupské svěcení proběhlo 22. srpna 2024 z rukou biskupa Petera Hughe Browna, Stephena Marmiona Lowe a Kolia Tumanuvao Etuale.
Dne 21. prosince 2024 byl ustanoven církevním superiorem Tokelau.